# Maria Vergova-Petkova
Maria Dimitrova Vergova-Petkova (bulgariska: Мариг Димитрова Петкова), född den 3 november 1950, är en bulgarisk före detta friidrottare som tävlade i diskuskastning.
Vergova-Petkovas genombrott kom när hon vann universiaden 1975. Hon deltog vid Olympiska sommarspelen 1976 där hon slutade tvåa bakom östtyskan Evelin Jahl. Vid Olympiska sommarspelen 1980 blev hon åter tvåa bakom Jahl. Däremot slog hon Jahls världsrekord när hon kastade 71,80 meter vid tävlingar i Sofia. Ett rekord som hon hade i tre år tills Sovjets Galina Savinkova slog rekordet. 
Vid EM 1982 slutade hon åter tvåa denna gång bakom landsmannen Zvetanka Christova. Hennes sista stora mästerskap blev VM 1983 då hon blev bronsmedaljör.

## Personliga rekord
- Diskuskastning - 71,80 meter